# Louise Koppe

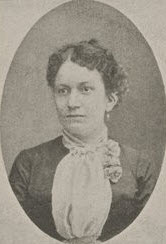
Louise Koppe in Le Monde Illustré

Louise Koppe, geboren als Catherine Laurence Koppe, (* 4. Mai 1846 in Paris; † 31. Mai 1900 ebenda) war eine französische Feministin und Freimaurerin. Sie gründete das erste Entbindungsheim in Frankreich.

## Leben
Louise Koppe wurde 1846 in Paris als Tochter eines Schneiders in eine bescheidene Familie geboren. Ihre Mutter starb, als sie acht Jahre alt war. Sie wuchs in einem Internat im Département Oise auf und heiratete im Alter von 18 Jahren Louis Armand Rétoux. Aus der Ehe gingen fünf Kinder hervor. Die Commune, die sie im Alter von 25 Jahren miterlebte, und die Begegnung mit Victor Hugo, dessen Schriften sie mit großer Begeisterung las, beeinflussten sicherlich ihre Entwicklung.
Sie wurde 1894 in die Freimaurerei in der Großen Schottischen Symbolischen Loge – Droit humain eingeweiht. Da diese Obedienz 1893 gegründet wurde, gehörte Louise Koppe zu den ersten feministischen Persönlichkeiten, die ihr angehörten.
Louise Koppe nahm 1878 am Congrès international du droit des femmes (Internationaler Kongress für Frauenrechte) teil. Sie schrieb gerne und gründete verschiedene Zeitschriften, in denen ihre Gedichte, Artikel und Theaterstücke erschienen. Die Mutterrolle spielte darin eine wichtige Rolle. 1879 gründete sie die Zeitung La Femme de France, die später durch La Femme dans la famille et dans la société (Die Frau in Familie und Gesellschaft) ersetzt wurde. Im Jahr 1882 wurde der Titel in La Femme et l’Enfant (Die Frau und das Kind) geändert.
Louise Koppe starb 1900 in Paris und wurde im Krematorium von Père-Lachaise eingeäschert. Ihre Asche wurde im Kolumbarium beigesetzt und 1910 zusammen mit der ihres Mannes in eine Gruft in Abteilung 90 überführt. Ihre drei Töchter, Angèle, Mathilde und Hélène-Victoria, entwickelten ihr Werk weiter.

## Maison maternelle
Sie gründete 1891 in der Avenue René-Coty in Paris das erste Entbindungshaus (Maison maternelle), um die Kinder von Müttern in Not aufzunehmen. Ein kurzer Stummfilm wurde 1930 von anonymen Mitarbeitern der Firma Gaumont gedreht, in dem dieses erste Mutterhaus als Ort des Schutzes für werdende Mütter und Kinder vorgestellt wurde.